# Heath Springs
Heath Springs é uma cidade  localizada no estado norte-americano de Carolina do Sul, no Condado de Lancaster.

## Demografia
Segundo o censo norte-americano de 2000, a sua população era de 864 habitantes.
Em 2006, foi estimada uma população de 862, um decréscimo de 2 (-0.2%).

## Geografia
De acordo com o United States Census Bureau tem uma área de
3,4 km², dos quais 3,4 km² cobertos por terra e 0,0 km² cobertos por água. Heath Springs localiza-se a aproximadamente 223 m acima do nível do mar.

## Localidades na vizinhança
O diagrama seguinte representa as localidades num raio de 20 km ao redor de Heath Springs.